# Bart Schmidt

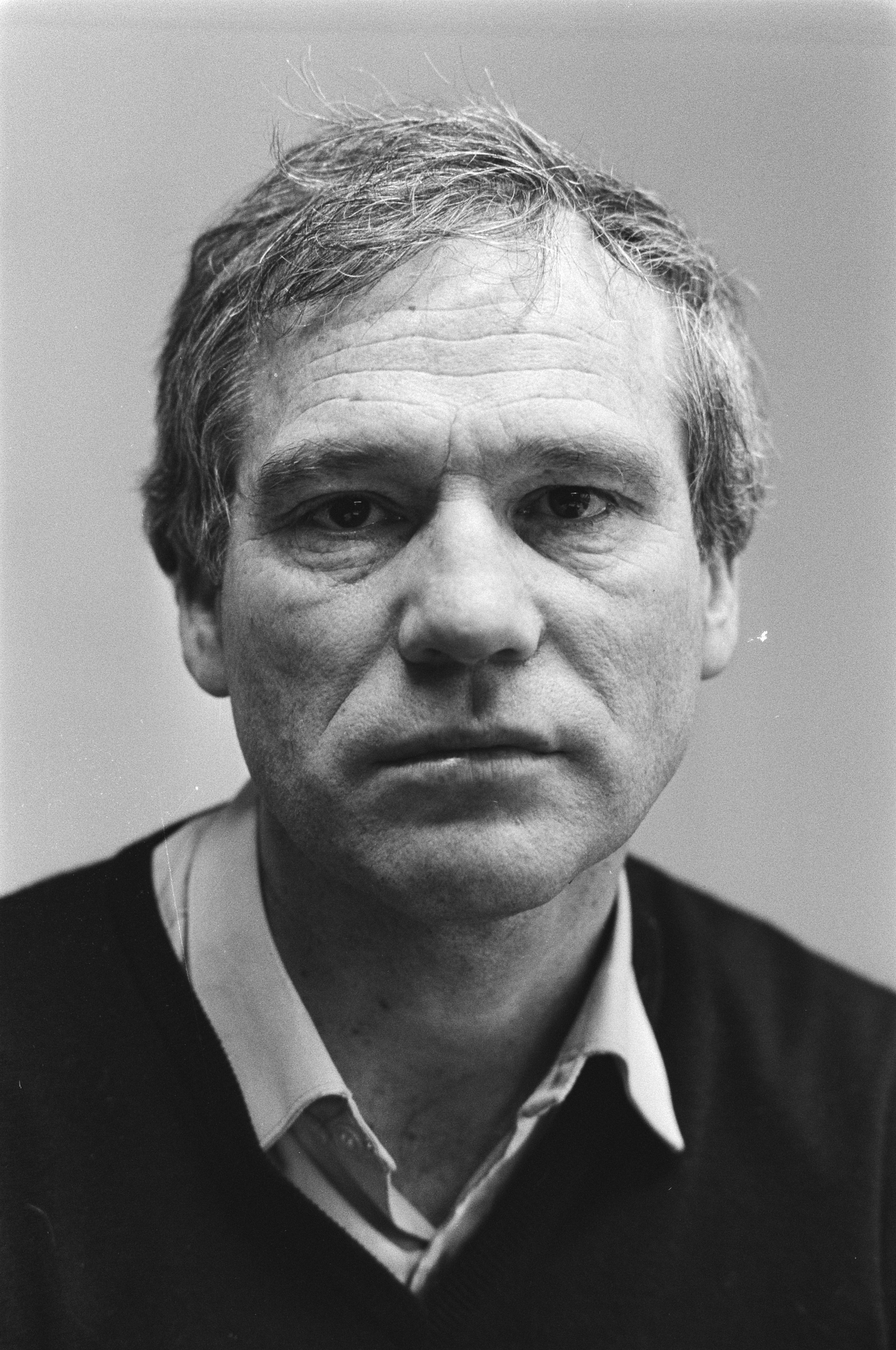
Bart Schmidt in 1982

Bartholomeus (Bart) Schmidt (Amsterdam, 10 augustus 1930 – aldaar, 29 augustus 2024) was een Nederlands journalist.

## Bart Schmidt
Hij was zoon van Neeltje Alida Schrier en Bartholomeus Schmidt. Hijzelf was twee maal getrouwd, eerst met Tiny (verder onbekend) waarop een echtscheiding volgde en in 1964 met Leni Haks.
Schmidt bekleedde een aantal bestuurlijke functies, voordat hij echt journalist werd. Zo was hij (tweede) voorzitter van het Algemeen Nederlands Jeugd Verbond (ANJV) en had zich na de Tweede Wereldoorlog aangesloten bij de Communistische Partij Nederland. Vroeg in de jaren zestig werd hij journalist bij/voor De Waarheid. Hij trok de hele wereld over om rapportages te maken (Cuba, Schotland, Sovjet-Unie, Algerije). Na ruim twintig jaar als zodanig te hebben gewerkt, werd hij in oktober 1981 samen met Elsbeth Etty benoemd tot adjunct-directeur; hij werd tegelijkertijd benoemd tot plaatsvervangend hoofdredacteur voor mede-CPN-er Gijs Schreuders. Beiden kwamen in aanmerking om op 1 februari 1982 de hoofdredacteur te worden. Op voorspraak van het partijbestuur en na redactievergaderingen werd hij op die datum opvolger van Gijs Schreuders, die zelf opvolger werd van Joop Wolff, lid van de Tweede Kamer der Staten Generaal voor de CPN. Etty bleef adjunct-hoofdredacteur. Al vrij snel daarna nam Schmidt samen met onder meer politica Ina Brouwer zitting in het dagelijks bestuur van de CPN. In 1983 kwam hij in aanvaring met diezelfde CPN; hij wilde mede vanwege de financiële stabiliteit de basis voor de krant verbreden tot de gehele linker flank, terwijl een deel van het bestuur het toch aan de CPN wilde blijven koppelen (richtingenstrijd). Etty was toen al vertrokken. Dit ontaardde in midden augustus 1983 in het vertrek van Schmidt bij zowel krant als partij, terwijl hij zich wel gesteund voelde door de redactie. Het Nieuwsblad van het Noorden meldde het als “weggepest”.
Nog geen maand later werd hij benoemd tot algemeen secretaris van STAD Radio Amsterdam, dat geen directeursfunctie kende. In 1988 werd hij directeur-hoofdredacteur van het startende Omroep Noord-Holland (STAD volgde enkele maanden later) en schoof mee naar Radio Noord-Holland en RTV Noord-Holland. In 1995 ging hij met pensioen. Hij kon de radio niet loslaten en probeerde samen met Rob Heukels middels opleidingen een lokale zender in Roemenië van de grond te krijgen.
Het overlijden van zijn tweede vrouw Leni knakte hem. De laatste jaren, dan al lang stemmende op de Partij voor de Arbeid (aldus zijn dochters), woonde hij in Amsterdam-Noord alwaar hij drie maanden voor zijn dood werd opgenomen in een verpleegtehuis. Hij werd 94 jaar en werd begraven op De Nieuwe Noorder.

## Leni Haks
Leni Haks (Amsterdam, 2 februari 1941 – aldaar, 15 juli 2018) vervulde functies binnen Organisatie van Progressieve Studerende Jeugd (OPSJ), ANJV en de fractie van de CPN; was initiator van Werkende vrouwen voor meer en betaalbare crèches en vervulde diverse functies, waaronder directiesecretaris bij de Dienst Ruimtelijke Ordening in Amsterdam.
- Nederlandse Thesaurus van Auteursnamen: 131147579
- Virtual International Authority File: 280932516